# Jacques Bingen
Pour les articles homonymes, voir Bingen.
Jacques Bingen est un ingénieur français, figure éminente de la Résistance française, né le 16 mars 1908 à Paris et mort par suicide le 12 mai 1944 à Chamalières.
Il est membre de la France libre dès 1940 puis délégué du général de Gaulle auprès de la Résistance intérieure française, du 16 août 1943 à son arrestation par la police allemande le 12 mai 1944. Il se suicide immédiatement pour ne pas parler : son corps n'est jamais retrouvé. Il a été fait compagnon de la Libération par le Général de Gaulle en avril 1944.
Jean Lacouture le considère comme « l'un des trois ou quatre personnages les plus exceptionnels qu'ait révélés la Résistance. »
Le célèbre constructeur automobile André Citroën est devenu son beau-frère en épousant en 1914 sa sœur Georgina, de seize ans son aînée.

## Biographie

### Une formation d'ingénieur
Jacques Bingen est né dans une famille juive d'origine italienne. Son père Gustavo (né à Gênes en 1865, mort à Paris 16e en 1933) était financier. Élève au lycée Janson-de-Sailly à Paris, bachelier avec mention en 1924 et 1925, Jacques Bingen est reçu au concours d’entrée à l'École des mines de Paris en 1928 et diplômé le 11 août 1931. Ingénieur, il est également diplômé de l'École des sciences politiques.
Il a une sœur, Giorgina (Gênes 1892-Paris 16e 1955), et un frère, Massimo/Max (né à Gênes en 1890, mort au combat contre les forces autrichiennes sur le plateau d'Asiago en juillet 1916 avec le 225e Régiment d'infanterie italienne dont il était sous-lieutenant).
En 1929, il préside la section française à l'Exposition universelle de Barcelone. Il fait son service dans l'artillerie comme élève officier de réserve en 1930-1931. Beau-frère d'André Citroën, dont il est l'un des plus proches collaborateurs, il devient après la mort de celui-ci en 1935, directeur de la Société anonyme de gérance et d'armement (la SAGA). Parallèlement, Jacques Bingen est secrétaire du Comité central des armateurs.

### Adhésion à la France libre
Lieutenant de réserve, il est mobilisé en 1939 et sert en qualité d'officier de liaison auprès de la 51st (Highland) Infantry Division. Il est blessé à la cuisse par un éclat d'obus le 12 juin 1940, à Saint-Valery-en-Caux, et échappe à l'ennemi en gagnant à la nage une barque de pêche qui le conduit à un dragueur de mines. Débarqué à Cherbourg, il y passe une journée à l'hôpital puis trois à celui de Valognes avant d'être évacué par train sanitaire en direction du sud-ouest. À La Rochelle le 20 juin, refusant l'armistice, il quitte l'hôpital et gagne par bateau Casablanca. De là, déguisé en pilote polonais, il parvient à Gibraltar le 2 juillet, caché sur un navire-école polonais. Embarqué en convoi sur le Har-Zion, il atteint finalement Liverpool le 18 juillet 1940. Il se présente au général de Gaulle le 23 juillet 1940 et se met au service de la France libre naissante. 
Sa compétence pour les affaires maritimes le conduit naturellement à prendre la direction des services de la marine marchande de la France libre à Londres, créés officiellement le 12 août 1940, au tonnage au demeurant assez fantomatique, mais qui représente un attribut symbolique de souveraineté auquel de Gaulle est sensible.
Travailleur acharné, en liaison avec le Ministry of Shipping (en) britannique qui abrite ses bureaux, Jacques Bingen se languit toutefois de l'action. Très indépendant d'esprit, il n'hésite pas à critiquer de Gaulle en face pour ses penchants autoritaires et sa rudesse de caractère, tout en lui restant indéfectiblement fidèle. Après quinze mois à la tête des services de la marine marchande française libre, il démissionne le 1er octobre 1941, en désaccord avec le vice-amiral Muselier, nommé le 25 septembre 1941 commissaire national à la Marine de guerre et à la Marine marchande du tout nouveau Comité national français. 
Jacques Bingen signe un acte d'engagement dans les Forces françaises libres le 27 novembre 1941 et entre au commissariat national à l'Intérieur comme adjoint au chef du service « Afrique du Nord » (AFN). Il entre au BCRA en 1942 et s'occupe des liaisons civiles avec la France occupée. Il rencontre Jean Moulin venu à Londres en février 1943.

### La difficile unité de la Résistance
Après l'arrestation de Jean Moulin le 21 juin 1943, il se porte volontaire pour aller aider sur place son vieil ami Claude Bouchinet-Serreulles, successeur ad interim de Moulin à la tête de la délégation générale de Londres en métropole. Un avion Lysander de la RAF le dépose près de Tours dans la nuit du 15 au 16 août 1943 avec un ordre de mission le désignant comme délégué du Comité français de libération nationale en zone sud. Dans la lettre qu'il laisse à sa mère avant de partir, il mentionne, parmi ses raisons de choisir cette mission dangereuse :

« J’ai acquis un amour de la France plus fort, plus immédiat, plus tangible que tout ce que j’éprouvais autrefois quand la vie était douce et somme toute facile. Et mon départ peut – c’est une chance inattendue – servir la France autant que beaucoup de soldats. J’espère d’ailleurs qu’avant ma fin, j’aurai rendu une grande partie de ces services.
Il y a enfin, accessoirement, la volonté de venger tant d’amis juifs torturés ou assassinés par une barbarie comme on n’en a point vu depuis des siècles. Et là encore la volonté qu’un Juif de plus (il y en a tant, si tu savais) ait pris sa part entière et plus que sa part dans la libération de la France. »

Jacques Bingen doit faire face à une situation très difficile. Après la mort de Jean Moulin, l'unité de la Résistance subsiste mais beaucoup de mouvements souhaitent recouvrer une plus grande autonomie vis-à-vis de Londres et de ses directives. L'afflux aux maquis des réfractaires au STO pose d'innombrables problèmes de ravitaillement, de financement, d'armement et d'encadrement. Enfin, contrairement aux espoirs répandus, le débarquement allié en France ne se produit pas en 1943, et il faut à la Résistance affronter un nouvel hiver de clandestinité et de lutte. 
À partir d'octobre 1943, Jacques Bingen est officiellement adjoint, avec Serreulles, d'Émile Bollaert, délégué général du CFLN. Jacques Bingen joue un rôle déterminant dans l'unification des forces militaires de la Résistance, qui aboutit à la création le 1er février 1944 des Forces françaises de l'intérieur (les FFI), qui rassemblent l'Armée secrète gaulliste, les FTP communistes et l'ORA giraudiste. Pour financer la Résistance en pleine croissance, il organise le COFI, ou Comité financier. Il réorganise ou soutient les diverses commissions liées au Conseil national de la Résistance, ainsi le NAP chargé de préparer la relève administrative, le Comité d'action contre la déportation, qui lutte contre le STO, le comité des œuvres sociales de la Résistance (COSOR), confié au R.P. Pierre Chaillet, qui vient en aide aux familles des clandestins arrêtés et emprisonnés. Le 15 mars 1944, Bingen contribue à l'adoption du programme du CNR, qui jette les fondements de la réforme du pacte social et de la démocratie en France.
À la suite du départ de Serreulles pour Londres et de l'arrestation d'Émile Bollaert, dès le 10 décembre 1943 Jacques Bingen exerce la fonction de délégué général par intérim. Quand, en mars 1944, Alexandre Parodi est nommé délégué général, Jacques Bingen est désigné comme son adjoint pour la zone sud.

### Arrestation et suicide
Le 5 mai 1944, à Paris, Lazare Rachline (Socrate) — comme le lui avait prescrit le général de Gaulle à Alger, le 23 mars précédent — propose à Jacques Bingen de l'emmener avec lui à Londres. Celui-ci refuse et, en dépit des menaces qu'il sait peser sur lui, rejoint son nouveau poste en zone sud le 10 mai par le train de Paris à Clermont-Ferrand, ville où il passe la journée suivante. 
Le 12 mai 1944, la trahison de l'agent double belge de l'Abwehr Alfred Dormal permet à la Gestapo d'arrêter Jacques Bingen à 5 heures du matin en gare de Clermont-Ferrand où il attendait un train pour Ferrières-Saint-Mary où il devait rejoindre le Dr Henry Ingrand, chef régional des Mouvements unis de la Résistance (MUR). Il est emmené au siège de la Gestapo à 7 heures 30, mais environ une demi-heure plus tard il parvient à s'échapper en assommant un des gardes chargés de sa surveillance ; cependant, alors qu'il s'enfuit et est poursuivi dans Clermont-Ferrand, une employée de la Banque de France indique aux poursuivants l'immeuble où Jacques Bingen s'est abrité. Repris, et craignant sans doute de révéler sous la torture les secrets importants de la Résistance qu'il détient, Jacques Bingen se donne la mort en avalant sa capsule de cyanure devant les locaux du SD, 2 bis avenue de Royat à Chamalières. Son corps n'a jamais été retrouvé.
Encore trop méconnu du grand public, malgré l'importance de son rôle historique, Jacques Bingen est reconnu par ses camarades de combat, mais aussi par les spécialistes de la Résistance comme l'une des plus pures figures du combat clandestin, aussi l'une de ses plus courageuses, jusqu'au sacrifice de sa vie. Né dans la grande bourgeoisie, Jacques Bingen était d'une « intelligence teintée d'humour désabusé », d'une élégance discrète doublée d'une parfaite « rigueur morale » et Daniel Cordier pourra dire de lui : « Jacques Bingen fut un personnage de Proust, mort en soldat de Plutarque ». 
Dans une lettre qui est la dernière reçue de lui à Londres, il disait le 14 avril 1944 :

« J'écris ces lignes parce que, pour la première fois, je me sens réellement menacé et qu'en tous cas, ces semaines à venir vont apporter sans doute au pays tout entier et certainement à nous, une grande, sanglante et, je l'espère, merveilleuse aventure. Que les miens, mes amis, sachent combien j'ai été prodigieusement heureux pendant ces huit derniers mois. Il n'y a pas un homme, sur mille, qui durant une heure de sa vie, ait connu le bonheur inouï, le sentiment de plénitude et d'accomplissement que j'ai éprouvé pendant ces mois. Aucune souffrance ne pourra jamais prévaloir contre la joie que je viens de connaître si longtemps. Qu'au regret qu'ils pourraient éprouver de ma disparition, mes amis opposent dans leur souvenir la certitude du bonheur que j'ai connu. »

## Publication
La Marine marchande française libre continue la Guerre, Bureau d'Information de la France Combattante, New-Delhi, s.d (lire en ligne).

## Décorations
- Compagnon de la Libération par décret du 10 janvier 1945 (à compter du 31 mars 1944)[10]
- Chevalier de la Légion d'honneur à titre posthume par décret du 16 juin 1945
- Croix de guerre 1939–1945 (2 citations) attribuée avec palme à titre posthume par décret du 16 juin 1945
- Citation du 1er octobre 1940 (ordre n°324 C) : "Jeune officier plein d'allant. Affecté à une unité britannique a assuré la liaison dans les conditions les plus difficiles, faisant l'admiration de tous par sa belle tenue sous le feu. A été blessé".
- Citation du 31 mars 1944 comportant attribution de la Croix de la Libération. La Croix de la Libération est attribuée à Jacques Bingen, qui devient Compagnon de la Libération pour le motif suivant : "Officier de liaison auprès de la 51ème division écossaise, est blessé le 12 juin 1940 à St-Valéry-en-Caux et décoré de la Croix de guerre. Un des seuls officiers de la division qui échappe à l'ennemi, il réussit malgré ses blessures à gagner le Maroc, puis l'Angleterre où il se place immédiatement à la disposition du Général de Gaulle. Dirige pendant un an les services de la Marine Marchande de la France Libre et réussit efficacement, par sa compétence et sa ténacité, à défendre les positions et à faire admettre les droits de la France dans ce domaine. Volontaire en 1943 pour servir dans les territoires occupés, y exerce successivement les fonctions de délégué du Comité Français de Libération Nationale en zone sud, puis, par intérim, de délégué général. Homme de caractère et doué d'une haute valeur morale, il met toutes les ressources de sa foi et de son intelligence au service de la cause qu'il défend. Contribue aussi puissamment à resserrer les liens qui existent entre la Résistance métropolitaine et la Résistance de l'extérieur".
- Motif d'attribution du grade de Chevalier de la Légion d'honneur par décret du 16 juin 1945 : Bingen Jacques - Capitaine de la Direction Générale des Études de Recherches, "Chef d'Escadron Membre de la Délégation du Comité Français de la Libération Nationale dans les territoires occupés depuis le mois d'août 1943. A fait preuve pendant toute la durée de sa mission des plus belles qualités de courage, d'intelligence et de sang-froid. Arrêté le 13 mai 1944 à Clermont-Ferrand par la Police allemande, réussit à s'évader après avoir assommé deux de ses gardiens ; capturé à nouveau après une poursuite mouvementée, neutralise son agresseur et ne succombe que sous le poids de la force après l'arrivée de nombreux soldats de la Wehrmacht. Détenteur des secrets les plus importants de la Résistance, préfère se donner volontairement la mort plutôt que de s'exposer à les livrer sous la torture".

## Hommages
Il est reconnu « Mort pour la France ».
Les hommages suivants lui ont été rendus :
- une rue du 17e arrondissement de Paris (par arrêté du 8 juin 1946), une place de Chamalières et un boulevard de Clermont-Ferrand portent son nom ;
- un buste à son effigie, œuvre de Georges Buraud, est inauguré le 3 mai 1946, à l'Ecole des mines de Paris au cours d'une cérémonie présidée par Georges Bidault, Alexandre Parodi et Louis Saillant[12] ;
- un timbre-poste dessiné par Albert Decaris et gravé par Jean Pheulpin a été émis en son honneur le 21 avril 1958[13] ;
- la promotion 2013 de l'École nationale de la sécurité et de l'administration de la mer, qui réunit les inspecteurs, officiers du corps technique et administrateurs des affaires maritimes en fin de formation, s'appelle « promotion Jacques-Bingen ».